# Paróquia Santo Antônio e Nossa Senhora Aparecida
A Paróquia Santo Antônio e Nossa Senhora Aparecida é uma instituição católica, pertencente a Forania de Itatiba na Diocese de Bragança Paulista, localizada na cidade de Itatiba. O pároco é o Pe. Tarcísio Spirandio, desde Dezembro de 2010.
Fazem parte desta paróquia quatro comunidades:
1. Santo Antônio
2. Nossa Senhora Aparecida
3. São Judas Tadeu
4. São Paulo Apostolo

A comunidade de Santo Antônio está localizada no Bairro do Santo Antônio, na rua Santo Antônio s/n, onde se encontra a belíssima igreja, o salão de festas e as salas de catequese. Em destaque o altar tombado pelo patrimônio histórico da cidade.
A comunidade de Nossa Senhora Aparecida está localizada no Jardim Centenário, na Rua João Vicino s/n. Antigamente havia uma pequena capela, hoje há uma grande e bela igreja com salas de catequese e um salão de festa para servir a comunidade.
A comunidade de São Judas Tadeu está localizada no Jardim Galetto. Já a comunidade de São Paulo Apostolo está localizada no Jardim Esplanada. Estas comunidades têm terrenos e estão trabalhando na construção de suas igrejas, juntamento com toda a paróquia.

## Igreja do Santo Antônio

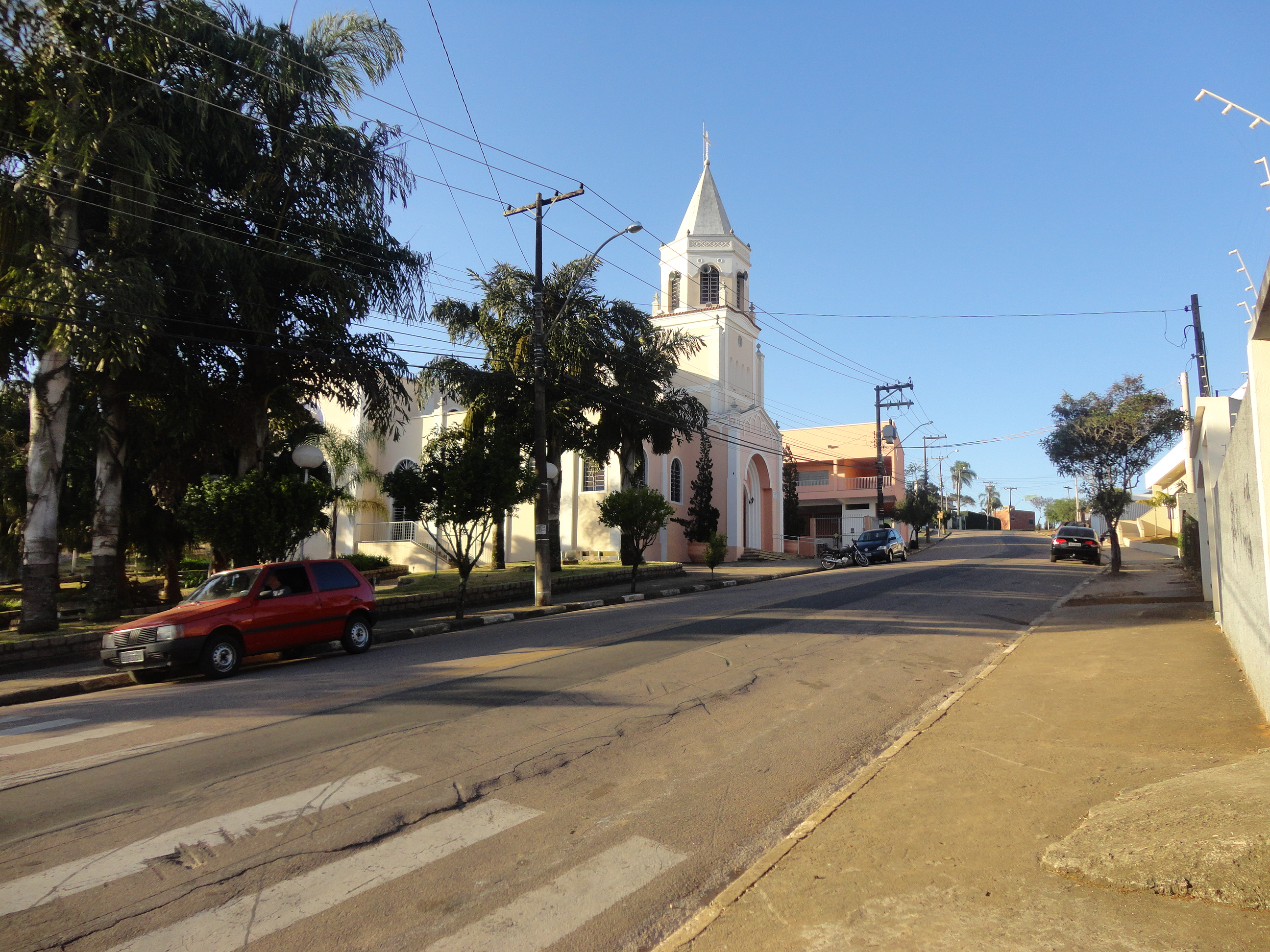
Igreja Santo Antônio 2013

A cidade de Itatiba carinhosamente chama a igreja de Santo Antônio do Abacaxi, devido as plantações de abacaxi que antigamente haviam na região.

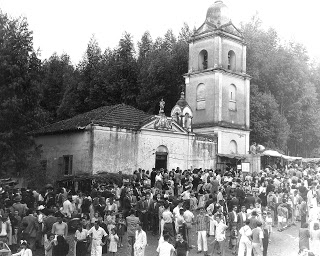
Festa de Santo Antônio 1946

No ano de 1904, teve início a construção de uma capelinha, que por muitos anos era conhecida como "Capelinha do Geminiani" em homenagem ao Sr. Antônio Geminiani, imigrante italiano que era devoto de Santo Antônio e inaugurada em 1907. 
Em 1917, movida pela emoção que tomava conta do mundo inteiro com as aparições de Nossa Senhora em Fátima, Portugal, e com os pedidos do Papa Bento XV pela "cruzada mundial de orações" pelo fim da Primeira Guerra Mundial, a colônia italiana, que já crescia nas colinas pedregosas dessa região, comandada pelo Sr. Geminiani mandou vir de Pádua a imagem do glorioso Santo Antônio. Chegando ao Brasil a imagem logo foi transportada de trem para Itatiba, chegando na estação da "Estrada de Ferro Itatibense", onde hoje é a Av. Mal. Deodoro. 

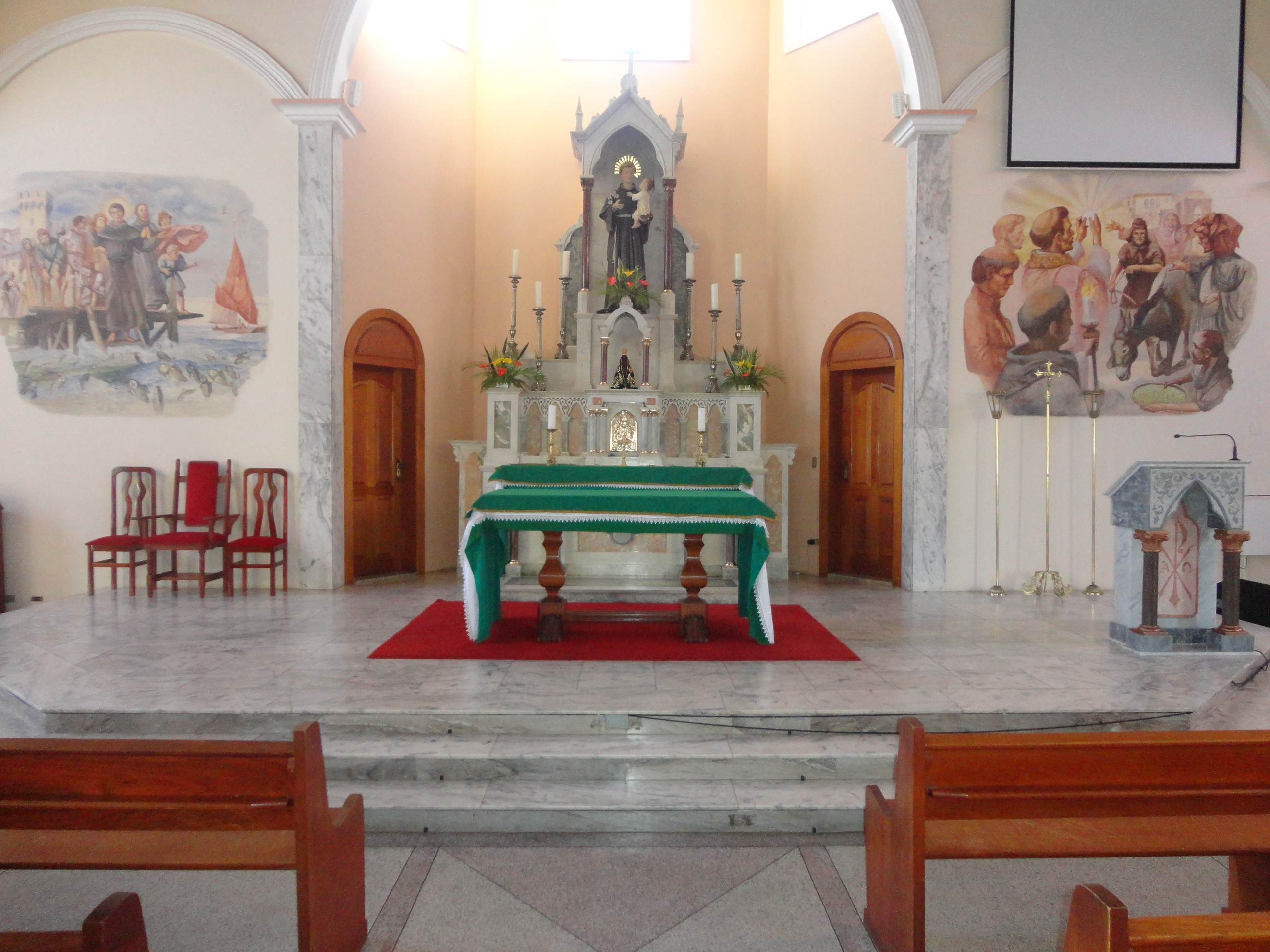
Altar de Santo Antônio tombado pelo patrimônio histórico

Conta-se que a imagem veio dentro de um caixão de madeira, para preservá-la, certamente, de danos na longa viagem de travessia pelo oceano, o que assustou as pessoas que corriam em polvorosa assim que a imagem foi erguida, pois a mesma tinha a estatura de um homem adulto e nunca se tinha visto uma imagem daquele tamanho na cidade.
A partir do ano seguinte, as trezenas de Santo Antônio sempre eram seguidas de procissão saindo da Igreja de Nossa Senhora do Belém e dirigindo-se para a capelinha no bairro que tomou o nome de "abacaxi" devido a enorme plantação desta fruta desenvolvida pela família Geminiani em conjunto com a família Simioni e posteriormente muitas outras.
No ano de 1927 ao lado da capelinha, à direita da entrada principal, foi erguida uma torre, onde foi instalado um sino. Monsenhor Tito José Felice iniciou em 1949 campanha para construir nova Igreja de Santa Antônio, a Igreja ficou pronta por volta de 1953, mas somente em 1957 recebeu o Altar Mor doado pela família de Luiz Pedro Scavone, quando foi inaugurada. Não muito tempo depois, tomava posse da Paróquia o Monsenhor Anatólio Brasil Pompeu, que terminou a Igreja por fora, o construtor foi Nico Piovezana.
Em 16 de julho de 1992 o Padre José Donizetti Maciel iniciou a construção da nova Igreja de Santo Antônio do Abacaxi. A nova Igreja, foi inaugurada em 12 de junho de 1997, noventa anos após a inauguração da primeira capelinha. 
Até os dias atuais é realizada a trezena de Santo Antônio no início do mês de Junho, com uma grandiosa festa para celebrar o dia do padroeiro, 13 de Junho. 

## Igreja Nossa Senhora Aparecida

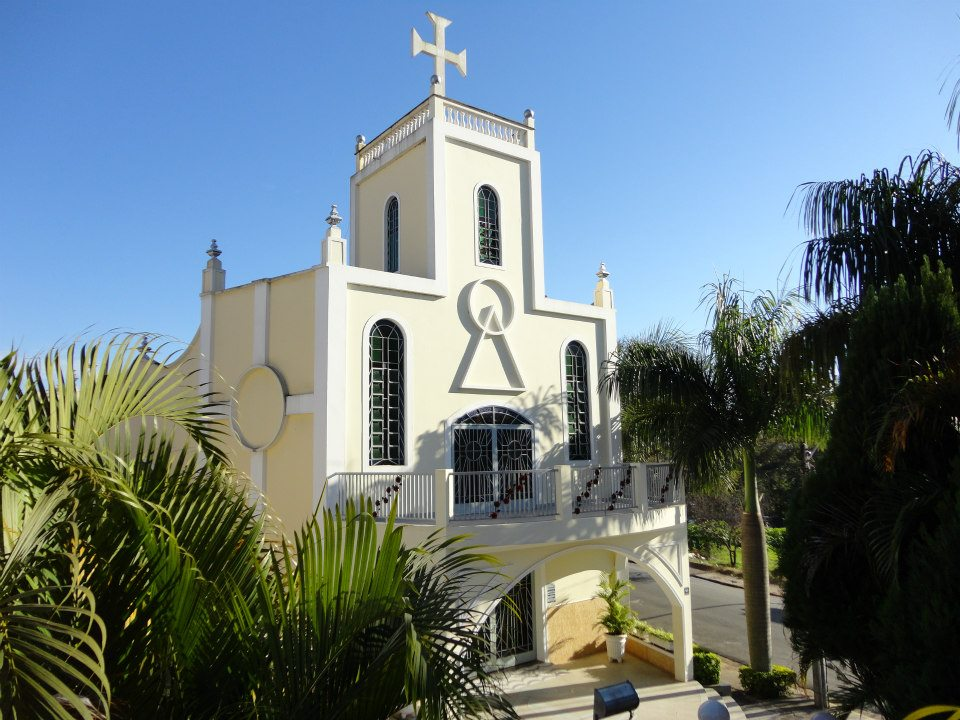
Igreja Nossa Senhora Aparecida 2013

Antigamente havia uma pequena capela. Era um sonho a construção de um templo maior para as celebrações religiosas de um bairro em crescimento, juntamente com a cidade que desenvolvia rapidamente. Com muito esforço de toda a comunidade, foi construído por fora da pequena capela um grande templo, para mais de 600 pessoas sentadas. 

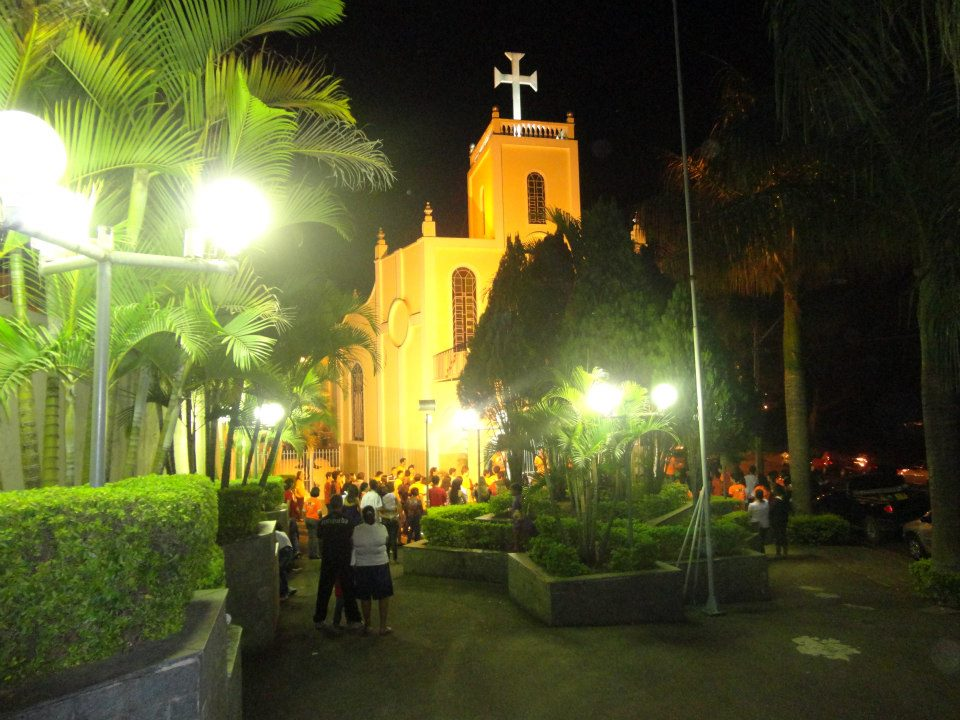
Evento pastoral em frente a Igreja Nossa Senhora Aparecida

No final da construção da nova igreja, a pequena capela foi demolida e no lugar ficou o belíssimo templo hoje existente.
A nova Igreja de Nossa Senhora Aparecida no bairro Centenário foi inaugurada no dia 12 de outubro de 2000 em homenagem à Mãe de Jesus, também uma das mais bonitas e amplas de Itatiba, igualmente construída com recursos da própria comunidade, com imenso Salão de Festas e Salas de Catequese. 
A igreja moderna e ampla não perde a delicadeza e harmonia. Um altar espaçoso com a parede trabalhada em pedra. Três grandes pergaminhos dão um toque de harmonia ao altar, onde um pergaminho se encontra a imagem de Nossa Senhora Aparecida, outro a capela do Santíssimo e no pergaminho central a descrição: "Fazei tudo o que ele vos disser Jo 2,5".
Porém, hoje a estrutura da igreja está pequena diante do crescimento da comunidade. Desta forma, novamente toda a comunidade e paróquia se juntam para a construção de uma casa paroquial e novas salas de catequese. O objetivo é aproveitar o espaço existente para ampliação, podendo assim atender mais e melhor a comunidade.